# Buzura pura
Buzura pura là một loài bướm đêm trong họ Geometridae.